# Top Trumps
'Top Trumps' é um jogo de cartas para crianças, que fez muito sucesso na Inglaterra entre as décadas de 1970 e 1980. Os pacotes de cartas são temáticos, com assuntos variados como: ficção científica, carros, times de futebol, séries de televisão, animais, wrestling entre outros.
Seu funcionamento é equivalente ao popular jogo Super Trunfo, comercializado no Brasil pela Grow.